# 第十三章：絕地
〈第十三章：絕地〉（英語：Chapter 13: The Jedi）是美國太空歌劇網路電視劇《曼達洛人》第二季的第五集，本集由戴夫·費羅尼編劇並執導，於2020年11月27日在Disney+上線。佩德羅·帕斯卡領銜出演男主角曼達洛人，他是一名孤獨的槍手和賞金獵人，與絕地武士亞蘇卡·譚諾聯手解救卡洛丹城中被銀河帝國殘餘勢力嚴酷統治的居民。

## 劇情
曼達洛人帶著孩子進入烏鴉座森林星球上的卡洛丹（Calodan）城，發現城中居民生活在恐懼之中。他與地方官摩根·艾爾斯貝特會面，後者以一根由曼達洛鐵打造的長矛作懸賞，僱傭曼達洛人殺死絕地武士亞蘇卡·譚諾。曼達洛人在城外林中見到亞蘇卡，亞蘇卡使用原力與孩子交流，得知他的名字叫「格羅古」（Grogu），他於銀河帝國崛起之前已經在科洛桑的絕地聖殿中接受訓練。曼達洛人與她約定，兩人聯合擊敗艾爾斯貝特，亞蘇卡繼續訓練格羅古。亞蘇卡使用光劍殺死眾多守衛，與艾爾斯貝特展開決鬥，與此同時，曼達洛人解救了居民，殺死副官朗。亞蘇卡打敗艾爾斯貝特，逼問她的主人索龍元帥的下落。卡洛丹城被解救之後，亞蘇卡將長矛送給曼達洛人，但是拒絕了他的請求，希望他帶著格羅古前往泰桑星球的古代聖殿遺跡，由原力決定他的命運。

## 製作

### 開發
本集由戴夫·費羅尼編劇並執導。

### 選角

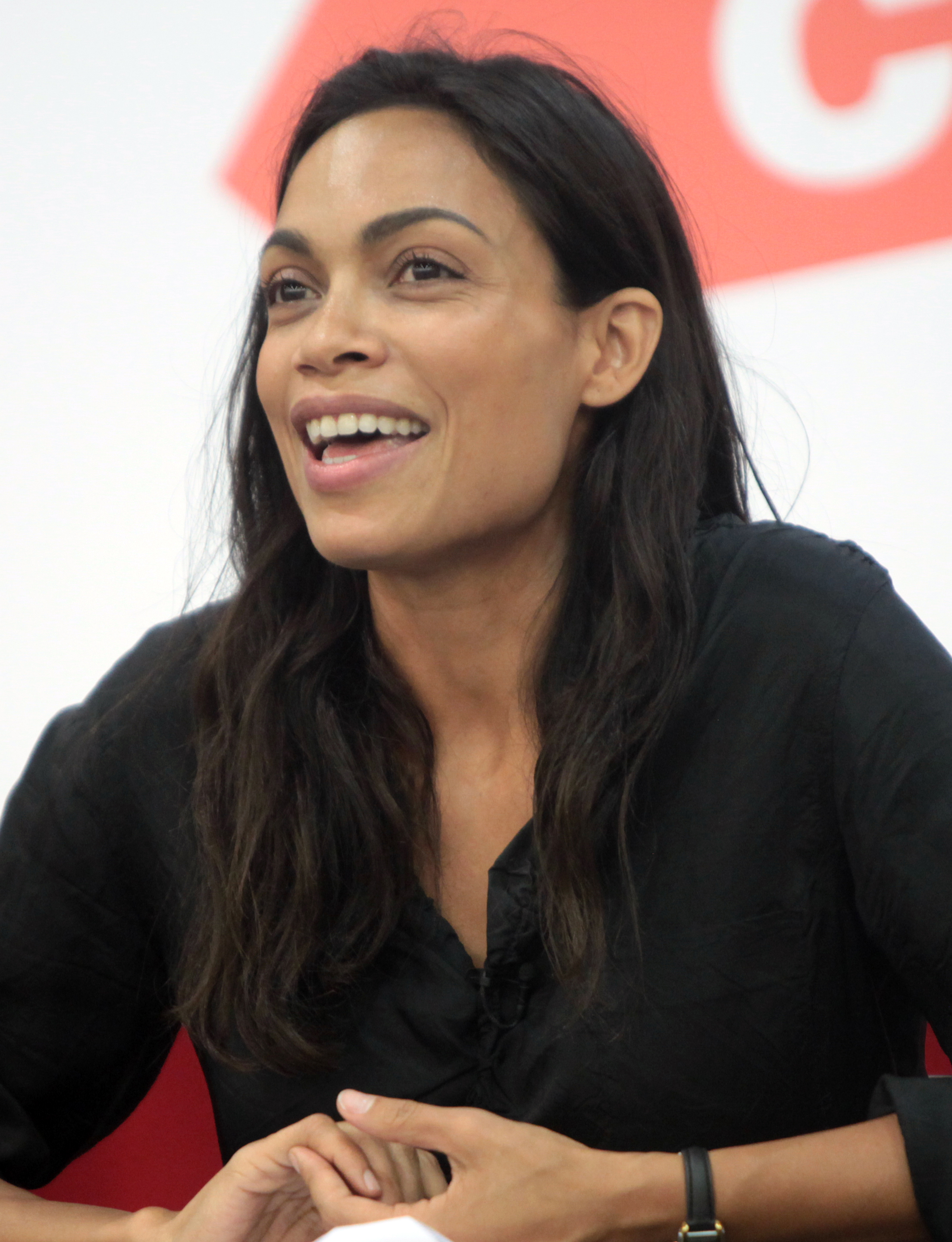
蘿莎瑞·道森飾演的亞蘇卡·譚諾於本集中登場

麥可·賓恩出演朗，蘿莎瑞·道森出演亞蘇卡·譚諾，黛安娜·李·伊諾桑提出演摩根·艾爾斯貝特。本集中首次登場的角色亞蘇卡·譚諾第一次由真人飾演，她此前出現於動畫電影《星際大戰：複製人之戰》、動畫影集《星際大戰：複製人之戰》和《星際大戰：反抗軍起義》中，電影《星際大戰九部曲：天行者的崛起》中曾出現該角色的聲音，此前均由艾西莉·艾克斯坦配音。
此外，布倫丹·韋恩（Brendan Wayne）、巴里·洛文（Barry Lowin）和拉夫·克羅德是佩德羅·帕斯卡的特技替身演員。孩子的動作由多名傀儡师完成。本集中亞蘇卡·譚諾透露孩子的真實名字為「格羅古」（Grogu）。

### 音樂
《曼達洛人》第二季的音樂原聲帶由魯德溫·葛瑞森作曲，他借鑒了《星際大戰五部曲：帝國大反擊》中尤達的主題音樂。第二輯數位版於2020年12月18日發行，包括第二季後四集原創音樂。

## 迴響
〈第十三章：絕地〉得到整體好評。在影視匯總媒體點評網站爛番茄上，本集獲得100%的新鮮度，9.1/10分（16位劇評人）。

## 資料來源
1. ↑  . www.starwarsnewsnet.com.   [2020-11-27]. （原始内容存档于2020-11-21） （美国英语）.
2. 1 2  Dumaraog, Ana. . Screen Rant. 2020-11-27  [2020-11-27]. （原始内容存档于2020-11-27） （美国英语）.
3. ↑  Sciretta, Peter. . /Film. 2020-03-20  [2020-03-20]. （原始内容存档于2020-03-20） （美国英语）.
4. ↑  Miller, Liz Shannon. . Vulture. 2019-12-09  [2019-12-09]. （原始内容存档于2019-12-09） （美国英语）.
5. ↑  Spencer, Samuel. . newsweek.com. 2019-12-02  [2020-06-28]. （原始内容存档于2019-12-08） （美国英语）.
6. ↑  Breznican, Anthony. . Vanity Fair.   [2020-11-27]. （原始内容存档于2021-01-25） （美国英语）.
7. ↑  Burlingame, Jon. . Variety. 2020-10-30  [2020-10-31]. （原始内容存档于2020-10-31） （美国英语）.
8. ↑  Breznican, Anthony. . Vanity Fair. 2020-11-23  [2020-11-28]. （原始内容存档于2021-01-25） （美国英语）.
9. ↑  Vanderbilt, Mike. . The A.V. Club . 2020-11-27  [2020-11-27]. （原始内容存档于2020-12-08） （美国英语）.
10. ↑  . Apple Music. Apple Inc. 2020-12-18  [2020-12-18]. （原始内容存档于2020-12-18） （美国英语）.
11. ↑  . Rotten Tomatoes.   [2020-12-01]. （原始内容存档于2020-11-30） （美国英语）.

## 外部連結
- 官方网站
- 互联网电影数据库（IMDb）上《第十三章：絕地》的资料（英文）
- Wookieepedia上的相关条目：〈第十三章：絕地〉